# Красинский, Михал Иероним
Михал Иероним Красинский (пол. Michał Hieronim Krasiński, 1712 — 25 мая 1784) — чашник стенжыцкий (1752—1757), подкоморий ружанский (с 1758 года), староста опиногорский, посол на сеймы, региментарь Барской конфедерации в Польше (1768).

## Биография
Происходил из шляхетского рода Красинских герба Слеповрон. Третий сын каштеляна визненского Яна Красинского и Эльжбеты Терезы Солтык. Старший брат епископа каменецкого Адама Станислава Красинского (1714—1800).
Польский король Август III назначил Михала Красинского капитаном коронных войск. Избирался послом на сеймы от Сандомирского воеводства в 1748 и 1750 годах, от Ружанской земли в 1756, 1758 и 1760 годах. В 1758 году получил должность подкомория ружанского. В 1761 году получил разрешение на вербовку панцирной хоругви. В 1763 году участвовал в съезде гетманской партии в Белостоке. В 1764 году подписал элекцию Станислава Августа Понятовского, но остался противником нового короля. В 1767 году Михал Красинский вступил в Радомскую конфедерацию в Великой Польше.
В конце 1767 — начале 1768 года вместе с Юзефом Пулавским руководил приготовлениями к восстанию в Подольском воеводстве. 29 февраля 1768 года провозгласил акт о создании генеральной конфедерации в Баре и при поддержке Кароля Станислава Радзивилла Пане Коханку был избран её маршалком.
5 марта 1768 года Михал Красинский издал универсал к польскому населению, обращался за помощью к Османской империи, чтобы при поддержке турецких войск изгнать русских с территории Речи Посполитой.
23 июня 1768 года повстанческие отряды Михала Красинского, Иоахима Потоцкого, Юзефа Пулавского, потерпев ряд поражений от русских войск, вынуждены были отступить из Подолии в турецкие приграничные владения под Хотином. 11 сентября Михал Красинский передал Иоахиму Потоцкому должность региментария (главнокомандующего) Барской конфедерации. 12 октября опубликовал манифест, в котором протестовал против российской оккупации Речи Посполитой. В начале августа 1769 года во главе конного отряда конфедератов (900 чел.) безуспешно пытался прийти на помощь турецкому гарнизону в Хотине, осажденному русской армией. С 22 декабря по 25 ноября 1770 года вместе со своим двухтысячным отрядом пребывал в турецкой крепости Варна, где 9 апреля 1770 года подписал манифест о детронизации Станислава Понятовского.
После поражения Барской конфедерации Михал Красинский выехал в Баварию и Швейцарию. В 1777 году вернулся на родину и получил помилование. Был похоронен в Красне в Мазовии.

## Семья и дети
Михал Красинский был женат на Александре Залуской. Их дети:
- Марианна Красинская
- Аниела Красинская
- Иоанна Красинская
- Адам Красинский (ум. 1805), староста цехановский с 1762 года
- Ян Красинский (1756—1790), староста опиногорский и ротмистр народной кавалерии, отец польского, французского и русского генерала Винцента Красинского